# Užupis

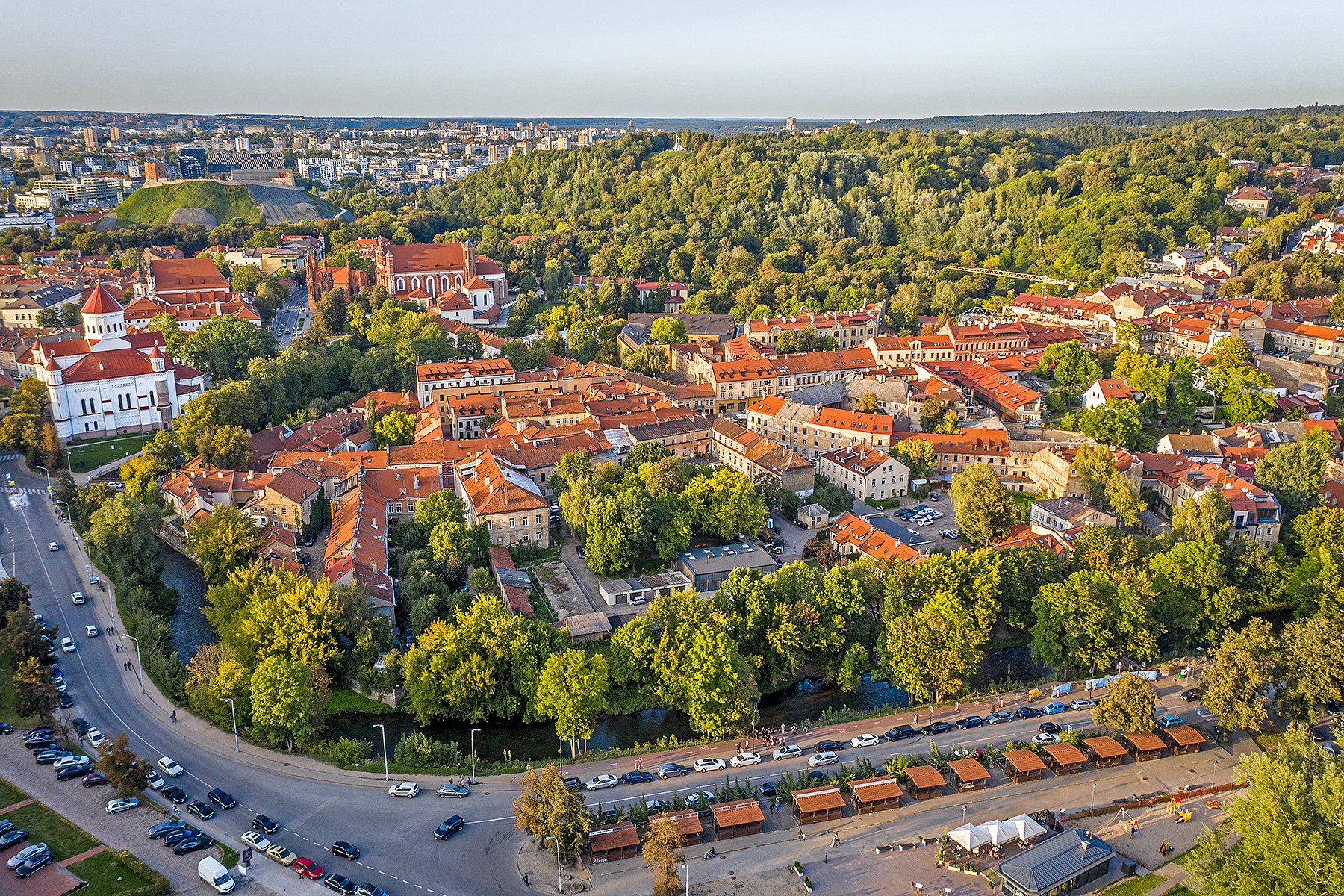

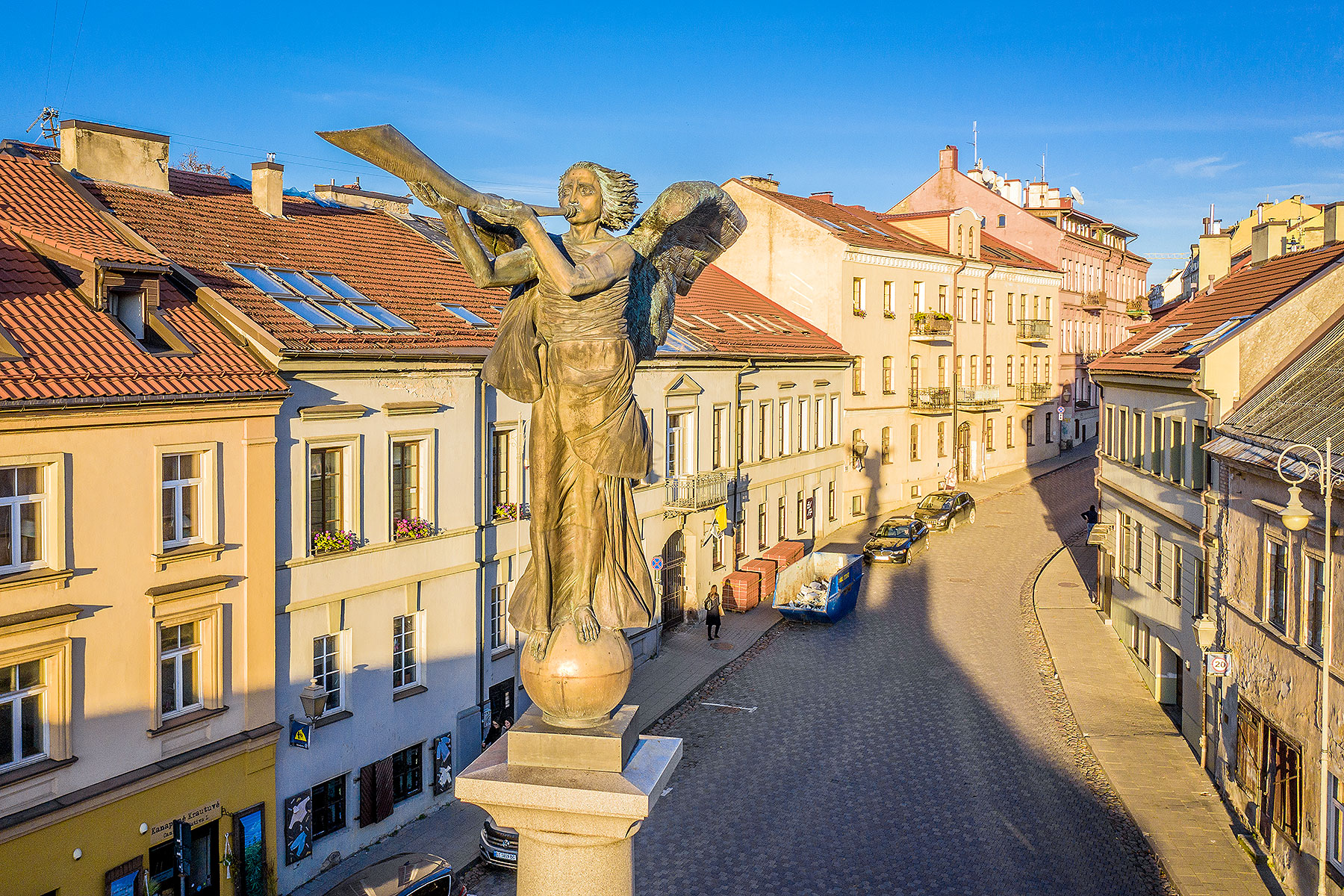

Užupis (em polaco Zarzecze) é um distrito de Vilnius, capital da Lituânia, parcialmente localizado Cidade Velha de Vilnius, um Patrimônio Mundial da UNESCO. Seu nome significa "do outro lado de um rio" - o rio é o Vilnia, o qual deu a Vilnius o nome atual.
A região tem sido muito popular entre artistas, e é frequentemente comparada com Montmartre, em Paris. O distrito contém galerias de arte, workshops de artistas e cafés populares. Užupis declarou-se como uma República Independente em 1998 - República de Užupis (Nepriklausoma Užupio Respublika).

## Geografia
Užupis é muito pequena e isolada, tendo apenas 0,60 km² de tamanho. De um lado, é separada da Cidade Velha pelo rio Vilnia; do outro lado, há colinas íngremes; e do outro lado, há uma área industrial construída na época soviética. As primeiras pontes que atravessam o rio foram construídas no século XVI, numa época em que os habitantes do distrinto eram, em sua maioria, judeus.

## História
O distrito contém o Cemitério Bernadino (lituano: Bernardinų kapinės), um dos mais antigos da cidade. A maioria dos judeus do distrito desapareceram durante o Holocausto, e mais tarde, até o antigo cemitério judeu seria destruído pelos soviéticos. As casas que ficaram vazias, com o Holocausto, foram ocupadas por elementos marginais da sociedade, os sem-tetos e prostitutas. Até a declaração de independência da Lituânia, em 11 de março de 1990, Uzupis era uma das regiões mais abandonadas da cidade. A região tem sido um refúgio de artistas e boêmios desde a época soviética, e até hoje, muitos jovens artistas são encontrados nos prédios abandonados, próximos ao rio Vilnia.

## A República de Užupis
Em 1998, os moradores do distrito declararam a independência da República de Užupis, com bandeira, unidade monetária, presidente e constituição próprios, além de um exército (com aproximadamente 12 homens). Eles celebram esta independência anualmente, no Dia de Uzupis, em 1º de Abril.  

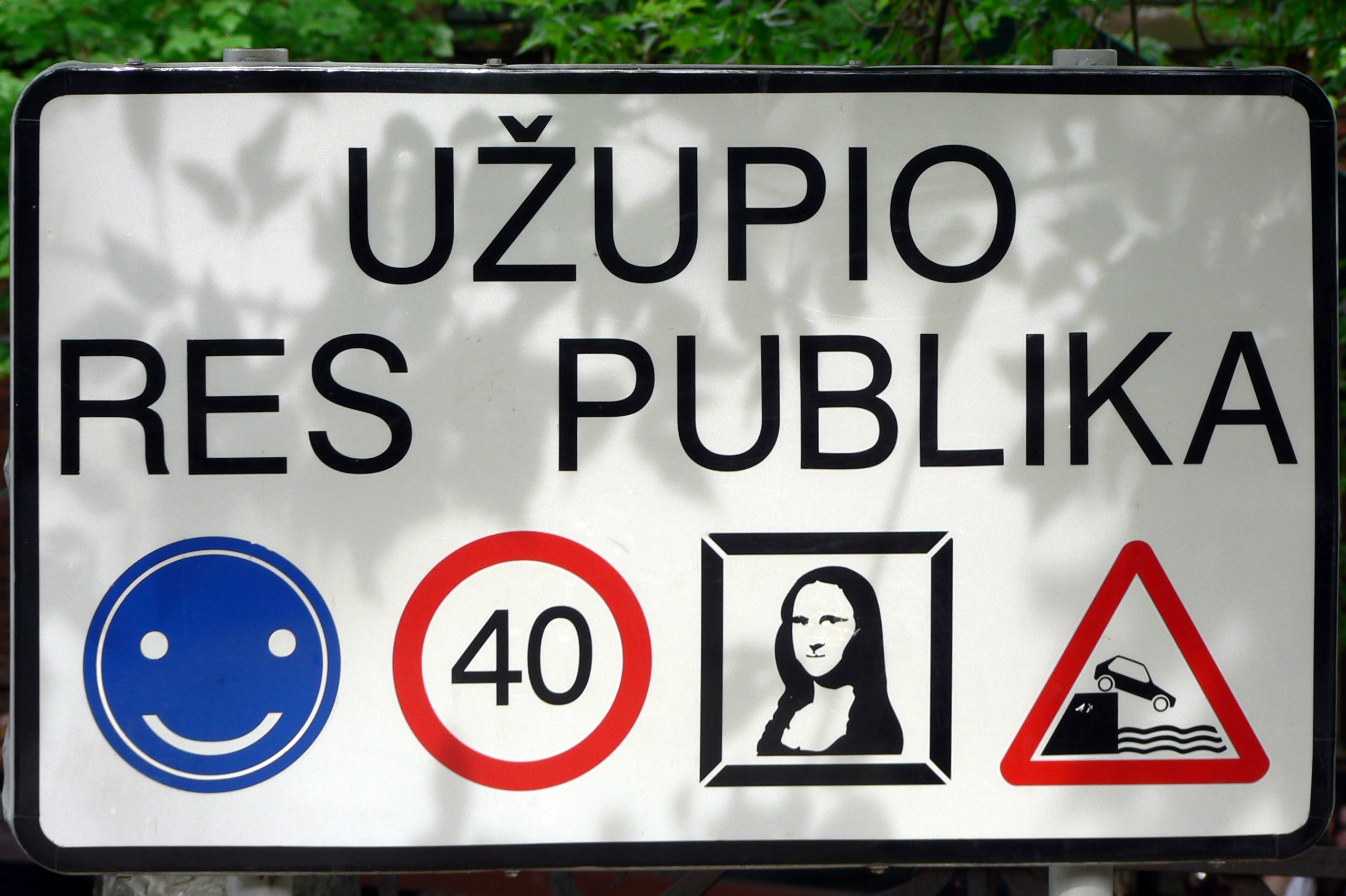
Placa na divisa de Užupis

Artistas empenhados são a preocupação principal da República e, inclusive, o atual presidente, Romas Lileikis, é um poeta, músico e diretor de cinema. A primeira grande iniciativa tomada pela República, após sua fundação, foi construir um monumento para Frank Zappa. Artūras Zuokas, um ex-prefeito de Vilnius, vive em Uzupis e frequentemente participa dos eventos da República de Uzupis.

## Constituição de Uzupis
Cópias dos 39 artigos da Constituição da República, em três idiomas, podem ser encontrados afixados em uma parede da rua Paupio, no distrito. Alguns destes artigos não seriam nem um pouco notáveis em uma constituição. Por exemplo, o Artigo 5 simplesmente diz que "Os homens têm direto a individualidade." Outros são ainda mais idiosincráticos. Um exemplo típico pode ser encontrado no Artigo 1: "Os homens têm direito de viver ao lado do rio Vilnia, enquanto o rio Vilnia tem o direito de correr ao lado dos homens"; 12: "Um cachorro tem o direito de ser um cachorro"; e 37: "O homem tem direito a ter direitos." Cada um deles faz uma repartição incomum dos direitos. Há muitos artigos pares, também, como os Artigos 16 ("O homem tem direito de ser feliz") e 17 ("O homem tem direito de ser infeliz"), que definem o direito do homem de fazer ou não alguma coisa, de acordo com seus desejos.